# NSU Prinz
NSU Prinz var en liten bil med svansmotor tillverkad i olika generationer av NSU Motorenwerke AG 1957–1973.
Första generationen lanserades 1957 och fanns som 2-dörrars sedan och hade en 2-cylindrig, luftkyld radmotor med överliggande kamaxel monterad längst bak drivandes på bakhjulen via en 4-växlad växellåda som var helt osynkroniserad. Till årsmodell 1960 fick alla modeller helsynkroniserad växellåda.
1958 presenterades en coupé-variant med namnet Sport Prinz, denna designades av Franco Scaglione och Bertone, denna fanns från 1964 även som cabriolet med wankelmotor och kallades NSU Wankel Spider.
Med olika utrustning kallades ursprungsmodellen Prinz I eller Prinz II, från 1960 Prinz III med 23 hästkrafter istället för 20, och med motorn upptrimmad till 30 hästkrafter fanns även Prinz 30 och Prinz 30E.
1961 lanserades en ny generation vid namn Prinz 4 med ny kaross, helsynkroniserad växellåda som standard och enbart den kraftigare motorn, denna tillverkades fram till 1973 och genomgick en ansiktslyftning 1969.
En förstorad version av karossen med i grunden samma utseende som Prinz 4, men med omarbetat chassi, presenterades 1964 med en 4-cylindrig 1000 cc luftkyld OHC-radmotor, denna kom 1967 även i två sportutföranden kallade NSU Prinz TT och TTS med trimmade motorer på 1200 cc respektive 1000 cc.
En ytterligare förlängd version av karossen presenterades 1965 som en större familjemodell vid namn NSU Typ110 med en likadan 4-cylindig motor på 1100 cc, denna modell såldes såsom NSU Typ 110 och NSU 1200 fram till 1973.